# (10286) Shnollia
(10286) Shnollia (1982 SM6) – planetoida z pasa głównego asteroid okrążająca Słońce w ciągu 3,7 lat w średniej odległości 2,39 j.a. Odkryta 16 września 1982 roku.